# Erdinger Holzland

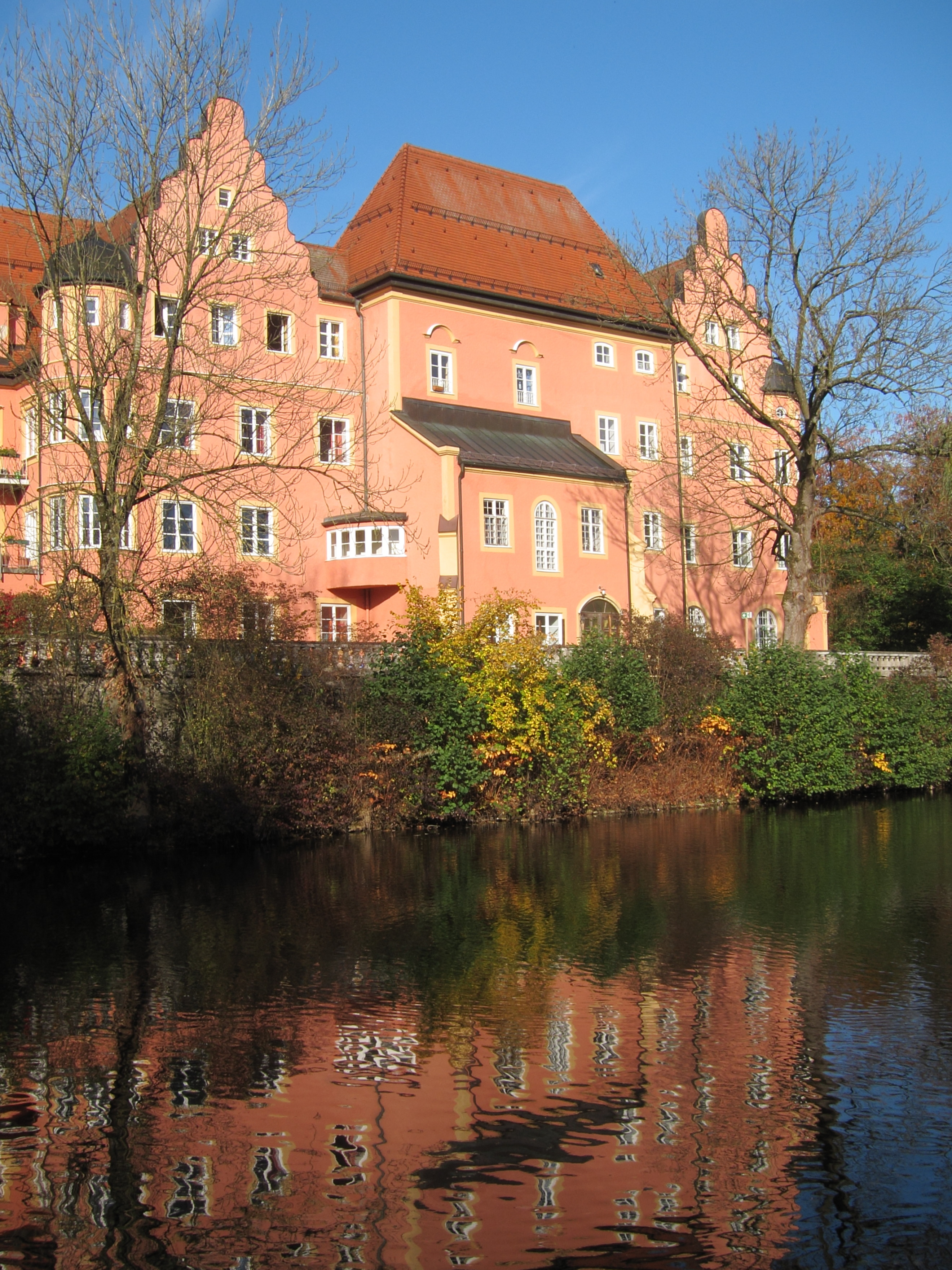
Wasserschloss Taufkirchen

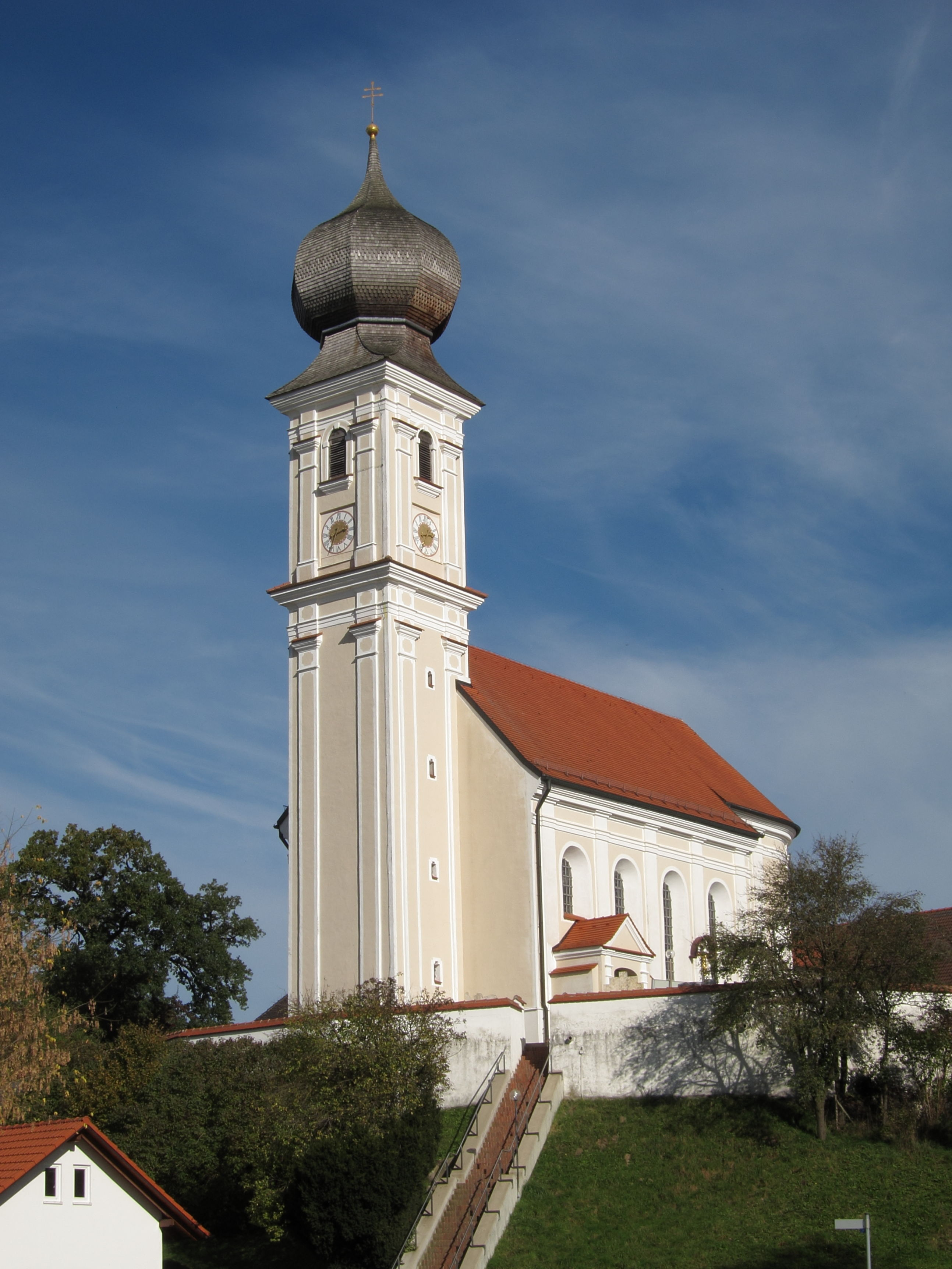
Pfarrkirche Sankt Vitus in Burgharting

Das Erdinger Holzland ist ein wald- und hügelreiches Gebiet nordöstlich von Erding in Oberbayern, Landkreis Erding.

## Geographie
Die wald- und hügelreiche Landschaft gehört zum tertiären Isar-Inn-Hügelland. Neben der Großen und der Kleinen Vils ist das Gebiet von vielen kleinen und kleinsten Bächen durchzogen. Bis zum Landesausbau und den folgenden Rodungswellen war das Erdinger Holzland dicht bewaldet. Während das Erdinger Land im Westen, eine mit Lehm und Löß bedeckte Schotterterrasse, eine ausgezeichnete Bodenbonität aufweist, verfügt das Erdinger Holzland im Norden und Osten von Erding nur über eine mittlere Bodenqualität.
Das Erdinger Holzland ist ein traditionsreiches, bäuerlich geprägtes Siedlungs- und Kulturland geblieben, mit einer weitgehend intakten Land- und Forstwirtschaft. Industrie gibt es kaum, ebenso wenig Massentourismus. Viele Arbeitnehmer sind daher gezwungen, als Pendler außerhalb des Holzlandes ihrer Arbeit nachzugehen.
Das Holzland umfasst etwa das Gebiet der Gemeinden Hohenpolding, Inning am Holz, Kirchberg und Steinkirchen sowie Teile der Gemeinden Taufkirchen, Fraunberg und Wartenberg.

## Namensverwendung
Der Begriff Holzland ist namensgebend für den katholischen Pfarrverband Holzland mit den Pfarreien Burgharting, Hohenpolding, Inning am Holz, Schröding und Steinkirchen. Die Verwaltungsgemeinschaft Steinkirchen besteht aus den vier Gemeinden Hohenpolding, Inning am Holz, Kirchberg und Steinkirchen, die das Zentrum des Erdinger Holzlandes bilden. Das Mitteilungsorgan der Verwaltungsgemeinschaft ist das „Holzlandblatt“. Der Wasserzweckverband Holzland umfasst die Gemeinden Hohenpolding, Kirchberg und Steinkirchen.

## Baudenkmäler
→ Siehe auch: Kirchengebäude im Erdinger Holzland
- Pfarrkirche St. Vitus in Burgharting, spätbarocker Bau, von Anton Kogler 1724 vollendet
- Filialkirche St. Peter und Paul in Kirchberg, 1729 durch Anton Kogler und Johann Baptist Lethner errichteter Frührokokobau
- Barocke Filialkirche St. Bartholomäus in Hörgersdorf (Taufkirchen)
- Rokoko-Kirche St. Johannes der Täufer in Oppolding
- Rokoko-Kirche St. Mariä Geburt in Eschlbach
- Filialkirche St. Laurentius in Hofstarring, erbaut 1767 von Johann Baptist Lethner
- Pfarrkirche Mariae Heimsuchung in Hohenpolding
- Wallfahrtskirche Mariä Himmelfahrt in Maria Thalheim
- Pfarrkirche St. Johannes Baptist und Johannes Evangelist in Steinkirchen, erbaut in der zweiten Hälfte des 15. Jahrhunderts, im 18. Jahrhundert barockisiert
- Wasserschloss Taufkirchen